# Ciparíssia
|  | Per a altres significats, vegeu «Ciparíssia (Fòcida)». |

Ciparíssia (grec: Kυπαρισσία) és una vila i antic municipi de Grècia de la unitat perifèrica de Messènia. Està situada a la badia de Ciparíssia, limitada al sud pel cap Ciparíssion.
Es correspon amb l'antiga ciutat de Ciparíssia, al sud del riu del mateix nom. Era la sola ciutat important de la comarca. Tenia un temple dedicat a Apol·lo i un a Atena. El nom de la ciutat, segons el mite, podria derivar de l'heroi Ciparís. Homer l'anomena Ciparissent (grec antic: Κυπαρισσηέις) i la situa entre els territoris governats per Nèstor.
A l'edat mitjana rebia el nom d'Arkadía (Arcàdia), nom que va conservar fins a la seva destrucció per Ibrahim Pasha l'any 1825; quan es va reconstruir va recobrar el seu antic nom. Del 1209 al 1432 va ser la capital d'una baronia, la darrera en poder dels llatins a Grècia, i allí va morir Centurió II Zaccaria.